# فريدرش موس

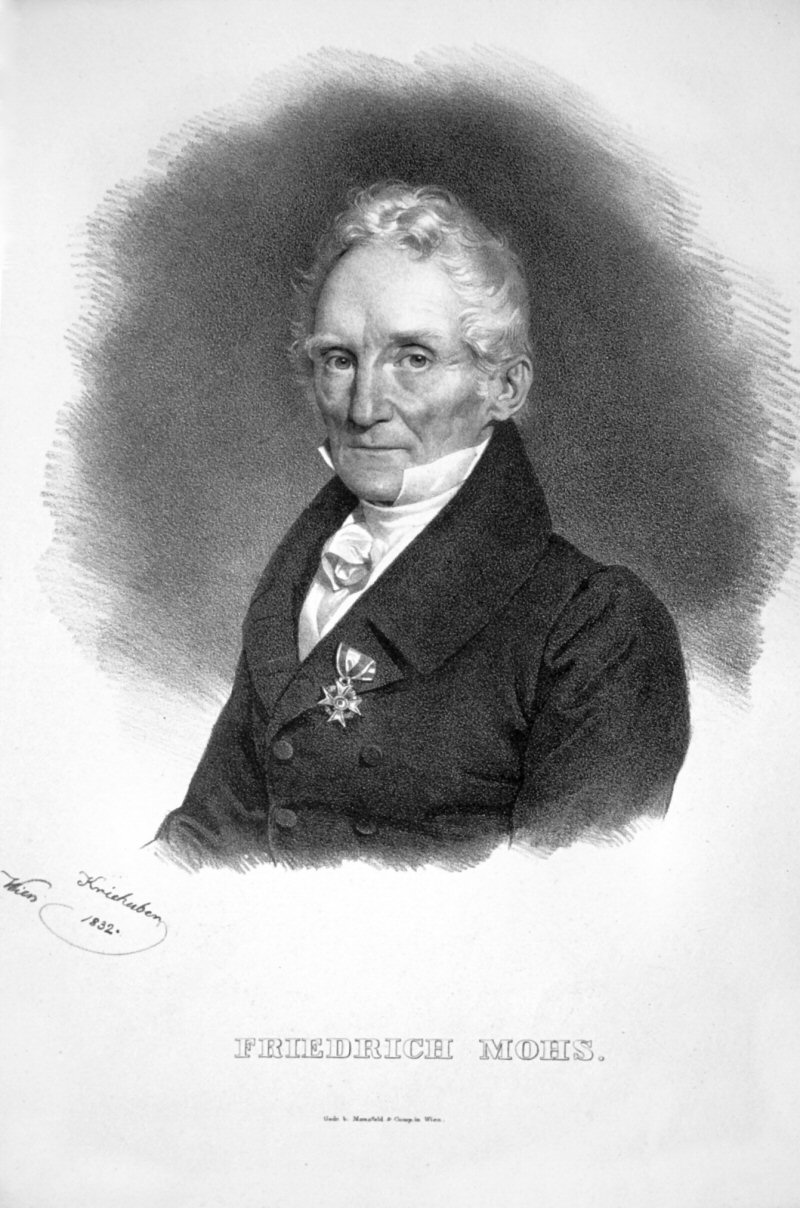
فريدريك موهس

فريدرك موهس (بالألمانية: Friedrich Mohs) هو عالم معادن وجيولوجي ألماني ولد في 29 يناير 1773 وتوفي في 29 سبتمبر 1839م

## نشأته ودراسته
ولد موهس في جيرنرود بألمانيا. درس الكيمياء والرياضيات والفيزياء في جامعة هالي، كما درس في أكاديمية التعدين في فريبرغ من ساكسوني.

## حياته العملية
بعد توليه منصب مدير العمال في منجم في سنة 1801م، رحل موهس إلى النمسا في سنة 1802م حيث تمّ تعيينه من قبل صاحب مصرف ليقوم بتحديد نوعية المعادن في مجموعته الخاصة. وكجزء من هذه الوظيفة، بدء موهس تقسيم المواد إلى أصناف تبعًا لخصائصها الفيزيائية، بغض النظر عن تركيبها الكيميائي كما كان متّبعًا آن ذاك.
في سنة 1812م أصبح موهس أستاذًا في غراتس، ثم أستاذًا في فرايبورغ سنة 1818م ومن ثمّ في فيينا سنة 1826م. وينسب له مقياس موس لصلابة المعادن الذي ما زال يستعمل إلى يومنا هذا.

## وفاته
توفي موهس أثناء سفره إلى بلدة أغوردو بمقاطعة بلونو في إيطاليا.

## روابط خارجية
- فريدرش موس على موقع الموسوعة البريطانية (الإنجليزية)
- فريدرش موس على موقع إن إن دي بي (الإنجليزية)